# Johnny Griffin
Johnny Griffin, alla nascita John Arnold Griffin III (Chicago, 24 aprile 1928 – Availles-Limouzine, 25 luglio 2008) è stato un sassofonista jazz statunitense, noto soprattutto per la sua influenza nel linguaggio dell'Hard bop.

## Biografia
Chiamato "The little giant" per la bassa statura, Griffin è uno dei solisti più caldi di tutta la storia del jazz. Debutta nel 1944 con la big band di Lionel Hampton (è suo il secondo assolo di sax tenore in Flyin' home), e passa i seguenti 12 anni a Chicago, in pieno anonimato salvo una session con Babs Gonzales (1954).

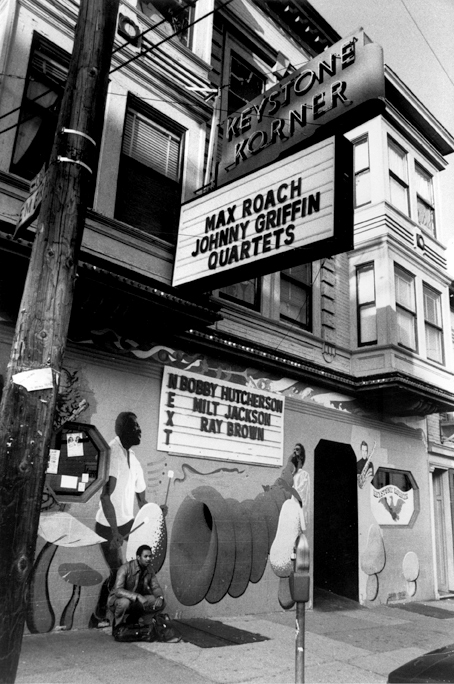
Keystone Korner, il San Francisco jazz club dove Griffin si esibì con Max Roach

Nel 1957 viene scoperto dalla Blue Note che gli fa incidere una bella serie di album (Introducing Johnny Griffin, Chicago calling con Max Roach, A blowin' session con John Coltrane), prima di passare alla Riverside. Suona nel quartetto di Thelonious Monk (Misterioso e In action, 1958) e in quintetto con Eddie Lockjaw Davis (Live at Minton's, 1961). Nel disco "Change of pace" (1961) sperimenta un nuovo, interessante e per certi versi rivoluzionario sound di gruppo, con la voce del sax che dialoga con corno francese, batteria e due contrabbassi, di cui uno suonato con l'arco. In The kerry dancers è all'opera un quartetto tradizionale che si dedica con gran gusto e drive a riscoprire il repertorio tradizionale britannico.
Presto si trasferisce in Europa, suonando con la Clarke - Boland Big Band; a Parigi è il solista principale del sagace progetto di Raymond Fol sulle vivaldiane Quattro Stagioni. Torna ogni tanto negli USA e svolgendo tournée in tutto il mondo. Al contrario di molti suoi coetanei, Griffin ha rifiutato qualsiasi evoluzione di stile nel suo playing, rimanendo fedele a sé stesso e all'hard bop fino ad anni recenti, evitando ad esempio le avventure nei campi del free e della fusion che, al contrario, il coetaneo Sonny Rollins ha compiuto negli anni '60 e '70; la sua coerenza si manifesta anche nella produzione degli anni più recenti, anche se il suo sound è ora più morbido e sinuoso a causa dell'età. Negli ultimi anni '70 registra con la Peter Herbolzheimer Big Band che aveva fra i suoi componenti, fra gli altri Nat Adderley, Art Farmer, Slide Hampton, Stan Getz, Gerry Mulligan, Toots Thielemans, Niels-Henning Ørsted Pedersen, Grady Tate, e Quincy Jones in qualità di arrangiatore. Inoltre registrò con il quintetto di Nat Adderley nel 1978, dopo aver già collaborato con lo stesso Adderley nel 1958.
Johnny Griffin è comparso in pubblico per l'ultima volta il 21 luglio 2008 a Hyers (Francia). Quattro giorni dopo, il 25 luglio, è morto ad Availles-Limouzine, la città dove aveva vissuto negli ultimi 24 anni.

## Discografia
- Introducing Johnny Griffin, with Wynton Kelly, Curly Russell and Max Roach, 1956 (Blue Note)
- A Blowin' Session, with Hank Mobley, John Coltrane, Wynton Kelly, Paul Chambers and Art Blakey, 1957 (Blue Note)
- The Congregation, with Sonny Clark, Paul Chambers and Kenny Dennis, 1957
- Johnny Griffin Sextet, 1958 (Riverside)
- The Little Giant, with Blue Mitchell, Julian Priester, Wynton Kelly, Sam Jones, Tootie Heath, 1959 (Riverside)
- The Big Soul Band, 1960 (Riverside)
- John Griffin's Studio Jazz Party, 1960 (Riverside)
- Change Of Pace, 1961
- The Kerry Dancers, 1961
- Tough Tenor Favourites, 1962 (Riverside)
- Grab This!, 1963
- Do Nothing 'Til You Hear From Me, 1963 (Riverside)
- The Man I Love, 1967 (Black Lion)
- Jazz Undulation, with Dexter Gordon, Hampton Hawes, Jimmy Woode, Kenny Clarke, 1969
- Doldinger Jubilee '75 with Klaus Doldinger, Les McCann, Philip Catherine, Buddy Guy, Pete York u.a.
- Return of the Griffin with Ronnie Mathews, Ray Drummond and Keith Copeland, 1978
- Bush Dance, 1978
- Birds and Ballads (1978)
- Live / Autumn Leaves, 1980 (Verve)
- Tenors Back Again! with Eddie Lockjaw Davis, 1984 (Storyville)
- Three Generations of Tenor Saxophone with Sal Nistico and Roman Schwaller, 1985
- Have you met Barcelona, with Ben Sidran, 1986
- The Cat, 1990 (Antilles)
- "Chicago, New York, Paris" with Kenny Barron, Roy Hargrove, Christian Mc Bride 1995 (Verve)
- In And Out, 1999 (Dreyfus)
- Johnny Griffin And Steve Grossman Quintet, 2000 (Dreyfus)
- White Gardenia, 2001
- "Live at Ronnie Scott's" 2008 (In & Out records)